# Salpicon
Salpicon (nebo salpicón, španělsky „směs“) je pokrm z ingrediencí nakrájených na kostičky nebo mletých a spojených omáčkou. Ve španělské a širší latinskoamerické kuchyni existují různé verze receptů. Salpicon se někdy používá i jako nádivka. V mexické a středoamerické kuchyni tento termín označuje salátovou směs obsahující na tenké plátky nakrájený nebo nasekaný flank steak, cibuli, oregano, chile serrano, avokádo, rajčata a ocet. Směs se pak podává na tostadas, tacos nebo jako náplň poblano paprik. V Hondurasu se používá králičí maso.
V kolumbijské kuchyni je salpicón ovocný koktejlový nápoj vyrobený z melounové nebo pomerančové šťávy, která mu dodává jasně červenou barvu, a sodovky.